# 25 км (зупинний пункт, Московська залізниця)
Зупинний пункт 25 км — не діючий (станом на 2024 рік) зупинний пункт Курського відділення Московської залізниці в околицях сіл Кромські Бики і Дурово Льговського району Курської області, перегін Локинська-Льгов.
У 1930-х — 1940-х роках існував як залізничний роз'їзд, після чого був переведений в категорію зупинних пунктів приміських потягів без колійного розвитку. Приміське сполучення закрите у 2013 році.